# لینتسی
لینتسی (به بلغاری: Lelintsi) یک منطقهٔ مسکونی در بلغارستان است که در شهرستان کیوستندیل واقع شده‌است.